# أندرياس جوزيف هوفمان
أندرياس جوزيف هوفمان (بالألمانية: Andreas Joseph Hofmann)‏ هو فيلسوف وثوري ألماني، ولد في 14 يوليو 1752 في Zell am Main ‏ في ألمانيا، وتوفي في 6 سبتمبر 1849 في Winkel ‏ في ألمانيا.